# Aparat Hofmanna

Schemat aparatu Hofmanna

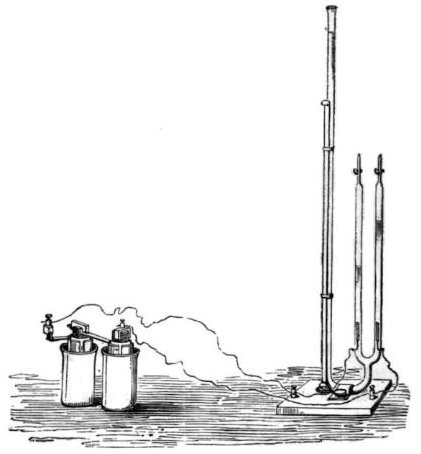
Rysunek aparatu z książki Hofmanna z 1866 roku

Aparat Hofmanna (eudiometr Hofmanna) – aparat do elektrolizy wody, wynaleziony przez Augusta Wilhelma von Hofmanna w 1866 roku.

## Budowa
Aparat Hofmanna jest zbudowany z trzech połączonych ze sobą u dołu, pionowych cylindrów, najczęściej szklanych. Środkowy cylinder jest otwarty u góry, boczne cylindry u góry mają krany zamykające wylot. U dołu bocznych cylindrów umieszczone są elektrody. Na szklanych ściankach bocznych cylindrów naniesiona jest skala pozwalającą mierzyć objętość powstających gazów.
Aparat Hofmanna początkowo miał znacznie prostszy kształt, był udoskonalany zanim przyjął obecną budowę.

## Działanie
Do środkowego cylindra, który jest otwarty na górze, wlewa się wodę oraz związek jonowy dla poprawienia przewodnictwa np. niewielką ilość kwasu siarkowego.
Elektrody platynowe znajdujące się w dnie obu bocznych cylindrów podłączone są do źródła prądu. Kiedy napięcie zostaje przyłożone do aparatu, na anodzie wytwarza się gazowy tlen a na katodzie gazowy wodór. Oba gazy wypierają wodę i gromadzą się na szczycie zamkniętych cylindrów. Z kolei elektroliza kwasu solnego prowadzi do otrzymania gazowego wodoru i chloru.

## Zastosowanie
Aparat Hofmanna jest stosowany do pokazowego przedstawienia stechiometrycznego składu wody. Elektrolityczny rozkład wody powoduje gromadzenie się dwukrotnie większej objętości gazowego wodoru w cylindrze z katodą niż tlenu w sąsiednim cylindrze z anodą.
Aparat ten był również wykorzystywany do przedstawienia, że jednakowe objętości tlenu w reakcji z węglem i siarką dają jednakową objętość tlenku węgla i tlenku siarki.
Aparat Hofmanna nie jest zazwyczaj wykorzystywany do preparatywnego otrzymywania wodoru i tlenu na skalę laboratoryjną. Do tego celu stosuje się inne urządzenia np. aparat Kippa.